# Isabelle Robinet
Isabelle Robinet de La Guéronnière, née le 18 octobre 1932 à Paris et morte le 23 juin 2000 à Villejuif,, est une sinologue française, spécialiste du taoïsme.

## Biographie
Son père est le général Diego Brosset, mort en 1944.
Elle enseigne l'histoire et la civilisation chinoises à l'Université de Provence Aix-Marseille I. Elle est l'une des grandes spécialistes française du taoïsme, et ses ouvrages font référence sur le sujet.
Elle  participe à la traduction des grands traités de Huainan Zi. Elle a aussi traduit de l'italien Chevaucher le tigre de Julius Evola.

## Œuvres
- Les commentaires du Tao Tö King jusqu'au VIIe siècle, IHEC/Institut des Hautes Études chinoises, 1977.
- La Révélation du Shangqing dans l'histoire du taoïsme, 2 t., École française d'extrême-Orient, 1984.
- Histoire du taoïsme : des origines au XIVe siècle, Éditions du Cerf, 1991  (ISBN 220404251X) [lire en ligne].
- Introduction à l'alchimie intérieure taoïste. De l'unité et de la multiplicité, Éditions du Cerf, 1995.
- Méditation taoïste, Albin Michel, 1995  (ISBN 2226079718).
- Lao Zi et le Tao, Le Centurion, 1996.
- Comprendre le Tao, Albin Michel, coll. « Spiritualités Vivantes », 2002  (ISBN 2226133690).
- The World Upside Down: Essays on Taoist Internal Alchemy, Golden Elixir Press, 2011  (ISBN 9780984308262)